# Ориенталски танц (филм, 1894)
„Ориенталски танц“ (на френски: Dance du Ventre) е американски късометражен документален ням филм от 1894 година, заснет от режисьора Уилям Кенеди Диксън в лабораториите на Томас Едисън в Ню Джърси. Филмът представлява много красива сцена, показваща еротичен ориенталски танц. Отлична фотографска работа, представяща в детайли точността и прецизността на движенията. Кадри от него не са достигнали до наши дни и той се смята за изгубен.

## Реализация
Филмът е бил излъчен пред публика на 18 юни 1896 година в „Театро до Принсипе Реал“ в Португалия. Не е известно обаче, дали по-рано е бил представян публично на зрители.